# Le Réveil de Neufchâtel
Pour les articles homonymes, voir Le Réveil.
Le Réveil de Neufchâtel est un titre de presse français diffusé dans le Pays de Bray.
Il fait partie du groupe Publihebdos.